# 焦秉貞

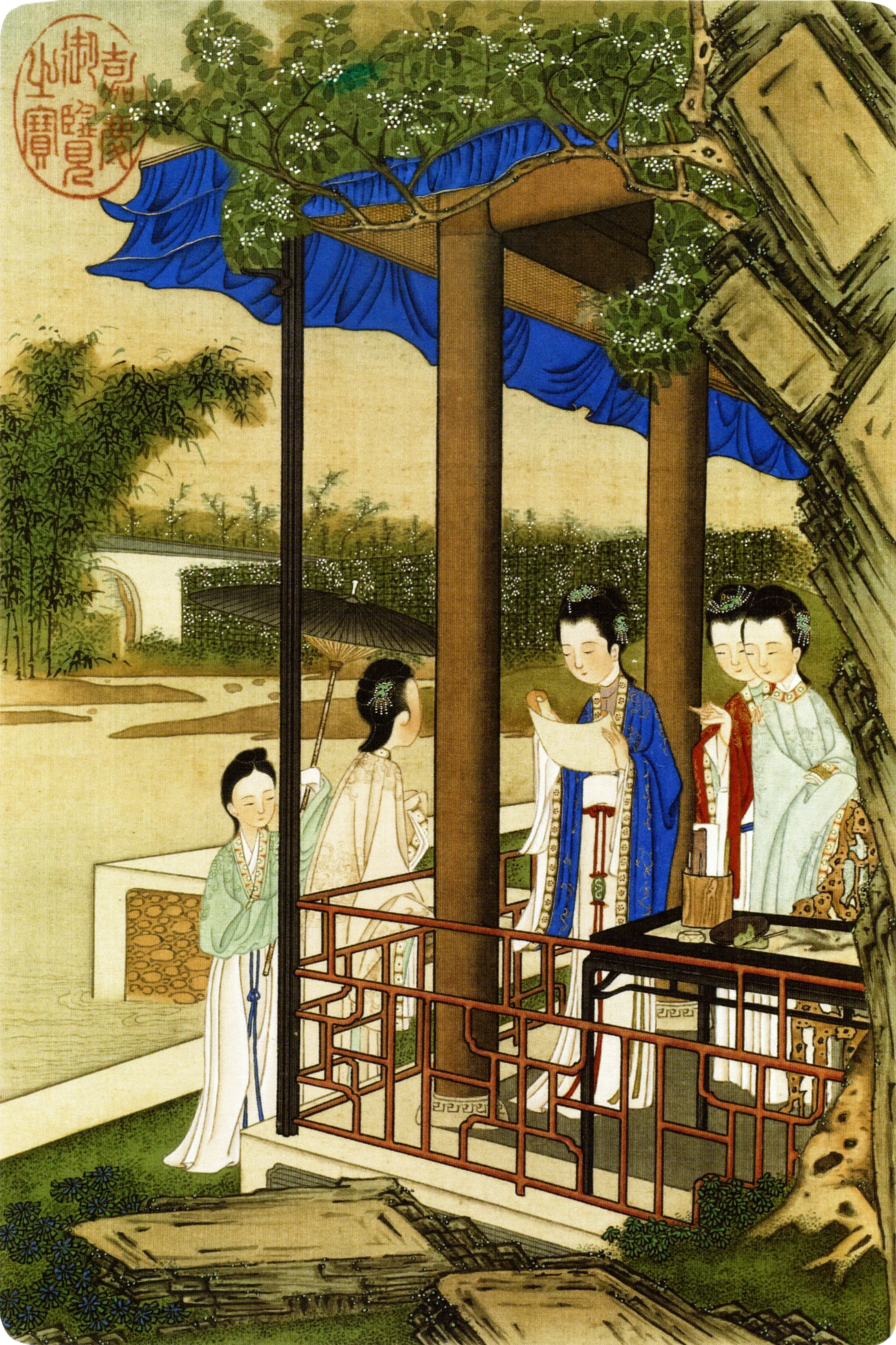
『画仕女図』

焦 秉貞（しょう へいてい、Jiāo Bǐngzhēn、1689年 - 1726年）は山東省済寧出身の清代初期の画家である。天文暦法を司る欽天監の五官正となったが、西洋画透視図法の影響をうけた最初の中国の画家となった。山水画や人物画を得意とした。代表作は『耕織図』 (1696年)である。
中国に新しい天文学の知識をもたらしたイエズス会の宣教師と接したことから西洋の影響をうけた。カトリック教徒となり中国における典礼論争においてはイエズス会の側にたった。